# Бержерак (винодельческий район)

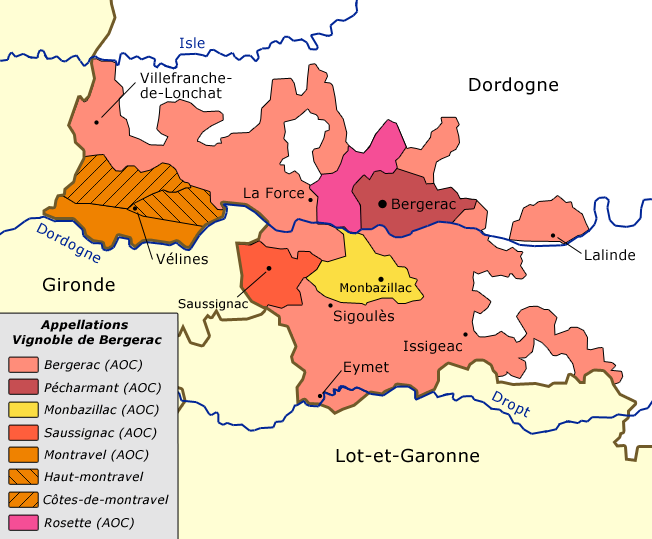
Карта аппелласьонов Бержерака

Винодельческий район Бержерак (Bergerac AOC) — самая большая по площади часть французского винодельческого региона Юго-Запад, расположенная вокруг города Бержерак на территории 93 коммун департамента Дордонь. Географически этот район почти полностью соответствует границам округа Бержерак и туристического края Пурпурный Перигор. Площадь района (который обрабатывают не менее 1200 виноградарей) составляет около 12000 гектаров. Состоит из 13 аппелласьонов уровня AOC/AOP, которые выпускают красные вина, сухие, полусухие и десертные белые вина, а также розовые вина.

## История
Подобно соседним бордоским виноградникам, виноделие в районе Бержерака началось с появлением здесь римлян. Площадь виноградников росла высоким темпом, поскольку река Дордонь, в её судоходной части, способствовала товарному обмену. Падение Римской империи существенно не повлияло на виноделие, поскольку вестготы, новые хозяева этих земель, любили выпить.
Разбойные набеги викингов и мусульман нанесли тяжёлый ущерб торговле вином. Мусульмане предписывали вырубать виноградники, а разорительные набеги северян на сами поселения уничтожали торговлю.
Относительное равновесие установилось при образовании государства франков. Эта местность попала в число земель, ставших английским владением, после брака герцогини Аквитанской Алиеноры с Генрихом II Плантагенетом. В больших объёмах вино продавали через порт Бордо в Англию и государства Северной Европы. Известная «бордоская привилегия» не затронула продажу вин Бержерака. Данная льгота, добытая бордоскими виноделами, позволяла блокировать порт Бордо для вин из верховий Гаронны до наступления Рождества, что способствовало продаже только местных вин. Вина из Бержерака не попадали под этот запрет, поскольку транспортировались по реке Дордонь, а она впадала в Жиронду выше Бордо по течению. В Средние века коммерсанты из Либурна примешивали к своим легкотелым винам вина Бержерака.

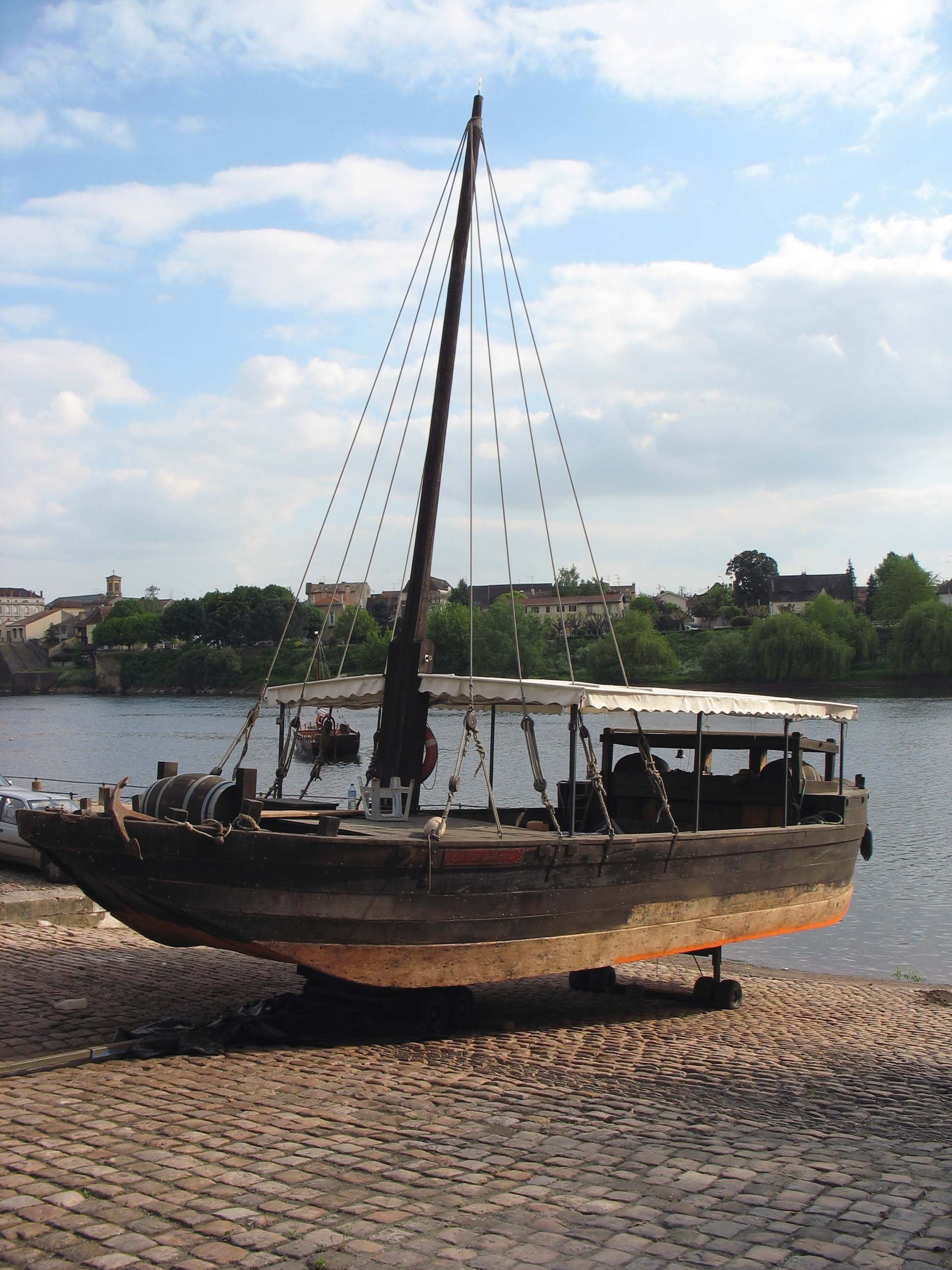
Габара в Бержераке

Кальвинизм очень прочно установился в Гиени, а после начала французских религиозных войн из этой провинции эмигрировало множество протестантов, особенно в Голландию. Их приверженность привычным родным продуктам способствовала расширению популярности вин Бержерака. Винодельни Бержерака перешли на производство белых вин — как сухих, так и десертных.
Утверждается, что английский король Генрих III, Карл Валуа и прусский король Фридрих II закупали вина Бержерака бочками. Французский писатель Франсуа Рабле называл вино Соссиньяка «очень приятным», а Мишель де Монтень предпочитал белые вина Монравель. Начиная с XIV века бочки с винами района Бержерака стали маркировать символами грифона и башни. Благотворный эффект, оказываемый благородной гнилью, был здесь установлен, вероятно, в то же время, что и в Сотерне.

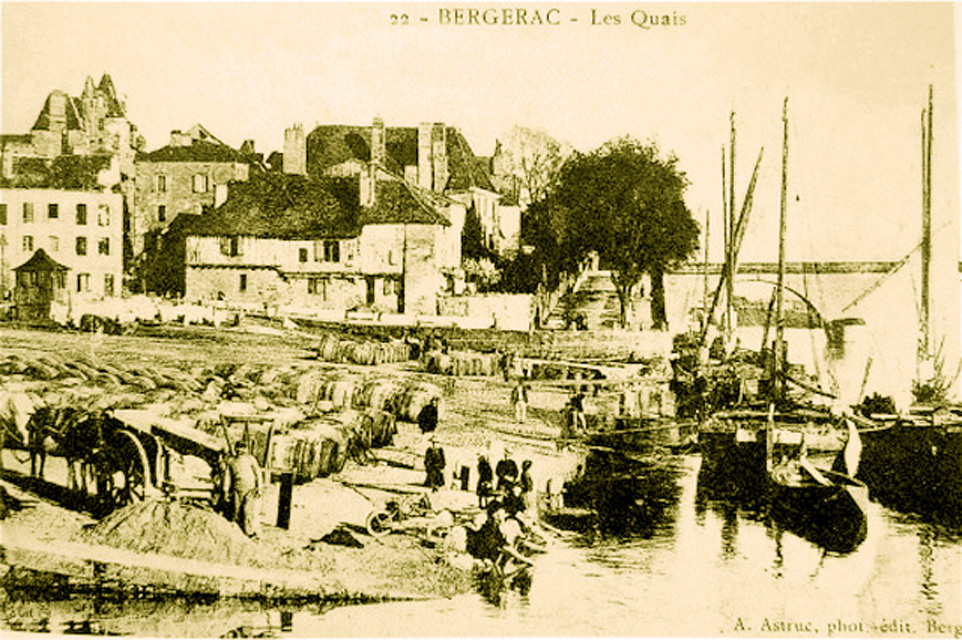
Габары и бочки с вином на набережной Бержерака в начале XX века

В XX веке при размежевании винодельческого региона Бордо его границы были установлены по границам департамента Жиронда. Виноделам Бержерака, долгое время продававшим свои вина под единым наименованием Бордо, понадобилось срочно формировать свой собственный образ. Коммерсанты из Либурна, традиционно бывшие крупным каналом сбыта вин Бержерака, теперь в первую очередь продавали вина с официальной маркой бордо, а уже затем пытались искать покупателей на остальные вина.

## Виноградники
Винодельческий район расположен на юге департамента Дордонь в границах административного округа Бержерак.
Красные вина Бержерака производятся из винограда каберне совиньон, каберне фран и мерло. В отдельных случаях добавляется мальбек, и совсем редко, чёрные фер-серваду или мериль. Красные вина, как правило, имеют насыщенный тёмный цвет, выдержанный букет и терпкий вкус.
Для изготовления белых вин Бержерака используют белый виноград исключительно сортов семильон, совиньон блан, мюскадель, к которым в некоторых случаях присоединяют уньи блан, оденк и шенен. Сухие белые вина Бержерака сохраняют вкус плода, имеют объёмистый, но при этом изысканный вкус; полусухие и десертные вина приятные и душистые, имеют долгое послевкусие.

## Аппелласьоны

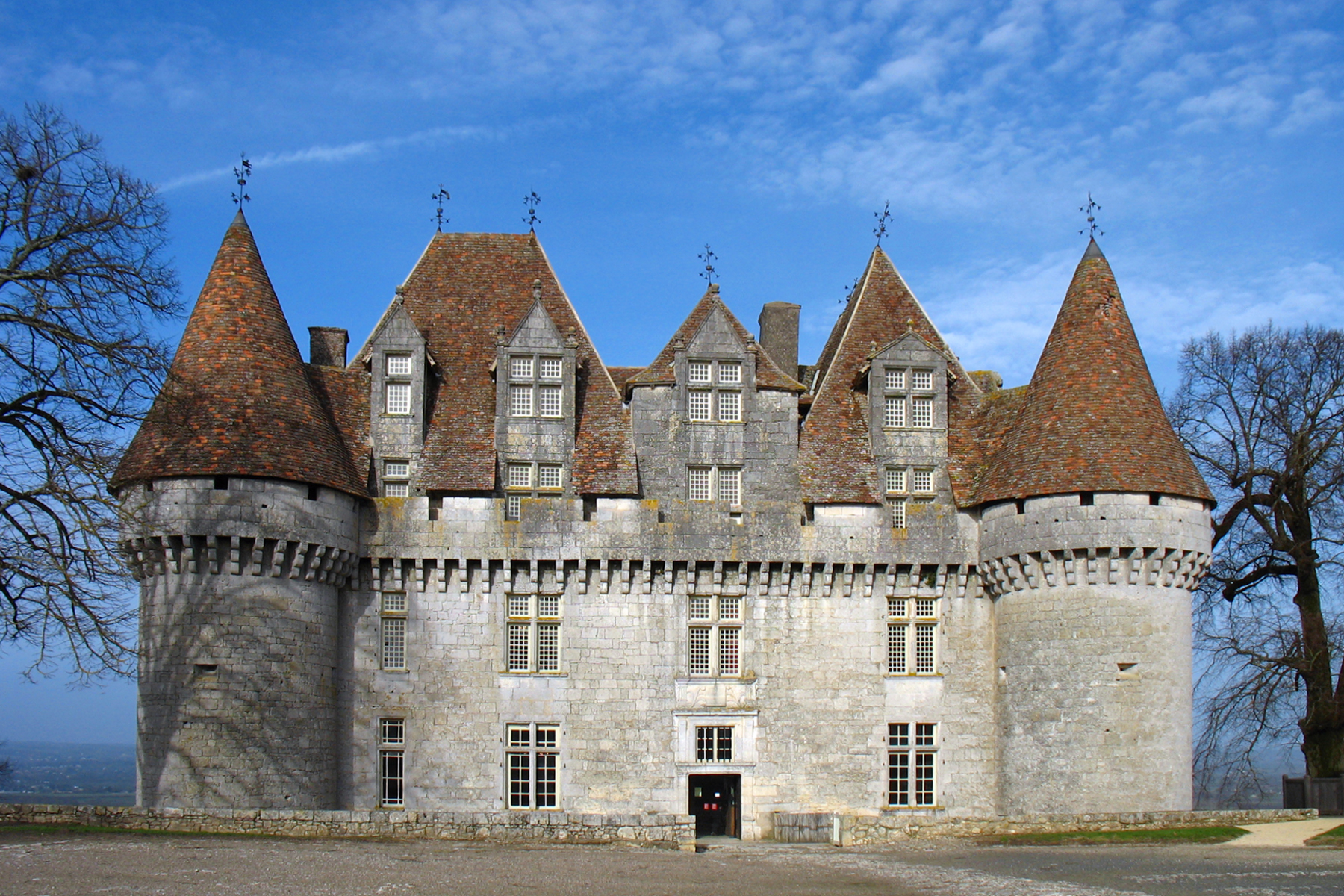
Замок Монбазияк (собственность винного кооператива Монбазияк)

- Бержерак (AOC) — сухое белое вино, розовое вино и красное вино. Эти вина не предназначены для долгого хранения и хороши уже через 2 года после сбора урожая.
- Кот-де-Бержерак (AOC) — красное вино длительного хранения, полусухое молодое вино. Это объёмные и крепкие вина, достигающие оптимального вкуса после нескольких лет хранения в винном погребе.
- Монравель (AOC) — сухое белое вино и красное вино. Душистые вина.
- О-Монравель (AOC) — молодое белое вино. Приятные и ароматные вина.
- Кот-де-Монравель (AOC) — молодое белое вино. Приятные и ароматные вина.
- Монбазийяк (AOC) — десертное белое вино длительного хранения.
- Пешарман (AOC) — красное вино. Тонкое вино, оптимален средний срок хранения.
- Розетт (AOC) — молодое белое вино. В этом самом маленьком винодельческом районе производятся небольшие партии полусухих вин с тонким и изысканным вкусом.
- Соссиньяк (AOC) — десертное белое вино, оптимален средний и длительный срок хранения.